# Бондаренко, Виктор Михайлович
Виктор Михайлович Бондаренко (укр. Віктор Михайлович Бондаренко; 9 марта 1921, Великая Андреевка, Харьковская губерния — 1 января 2002, Москва, Россия) — советский военный деятель, один из организаторов и руководителей системы военной торговли СССР послевоенного времени, заместитель начальника Главного управления торговли Министерства обороны СССР (1963—1982), генерал-майор интендантской службы; в период Великой Отечественной войны командир уникальной, единственной в Красной Армии, опытно-штурмовой роты; депутат Киевского городского Совета народных депутатов УССР (1958—1959).

## Биография

### Молодость
Родился 9 марта 1921 года в селе Великая Андреевка Барвенковского района Харьковской области Украинской ССР в крестьянской семье. Украинец. Отец, Михаил Пантелеевич, был трактористом, а мама, Ольга Петровна, работала в колхозе на сезонных работах. В семье было четверо детей. Виктор — старший.
В июле 1938 года Виктор поступил в Харьковский институт советской торговли. Учёба шла интересно и легко. Активно занимался спортом — был призёром Харькова по тяжёлой атлетике. Одним из преподавателей был Гарбузов Василий Фёдорович, впоследствии — министр финансов СССР (1960—1985).
Однако, закончить полный курс института не удалось — началась Великая Отечественная война. В декабре 1941 года Виктор Михайлович встал на учёт в Ново-Псковском военкомате Ворошиловградской области и 21 января 1942 года с маршевой ротой был направлен в г. Камышин Сталинградской области в расположение вновь формировавшейся 280 стрелковой дивизии Брянского фронта.
Учитывая, что Бондаренко В. М. имел незаконченное высшее образование (что было довольно редким явлением в среде призывников), его сразу откомандировали в дивизионную учебную школу для подготовки в качестве командира расчёта машины химической защиты.
По окончании месячных курсов младших командиров сержанта, его направили в составе 280 стрелковой дивизии, на фронт, в пехоту, где в конце марта 1942 года он в составе разведгруппы добыл своего первого «языка».
В мае 1942 года был направлен на Курсы младших лейтенантов Брянского фронта, готовивших командиров для активно формировавшихся новых частей — рот ранцевых огнемётов РОКС-2 и РОКС-3.
Он учился и одновременно преподавал курсантам топографию, которую изучал в Институте. Поэтому, при выпуске 26 июня 1942 года, ему присвоили звание на ступень выше — «лейтенант» — и направили заместителем командира формируемой Отдельной роты ранцевых огнемётов Брянского фронта в городе Задонске Орловской (ныне — Воронежской) области, рота была переименована 6 ноября 1942 года в 141 Отдельную роту ранцевых огнемётов (ОРРО) 3 Армии Брянского фронта.
В январе 1943 года ему было присвоено звание «старший лейтенант» и он с частью роты был направлен в распоряжение командования 283 стрелковой дивизии Брянского фронта, которая вела бои местного значения в Орловской оборонительной операции, отвлекая силы немцев от настоящего направления удара подготавливаемой советскими войсками летней кампании.
Полк почти месяц ежедневно по 2-3 раза в день ходил в атаку на немецкие позиции на высоком берегу Оки в месте её слияния с рекой Зуша между селениями Городище Болховского района и Нижнее Ущерево Мценского района, неся значительные потери. На 14 февраля 1943 года в полку осталось 43 солдата и один офицер — Бондаренко В. М., который во время очередной атаки был тяжело ранен. За выполнение боевой задачи был награждён медалью «За отвагу».
По завершении лечения, в июне 1943 года, был назначен командиром опытно-штурмовой роты 3 стрелкового батальона 142 стрелкового полка 5 стрелковой дивизии Брянского фронта. Рота была уникальной в Красной Армии — как по названию, так и по численности и боевому составу, предусматривавшему и взвод огнемётчиков (такая численность огнемётчиков обычно придавалась стрелковым батальонам и полкам). Учитывая это, рота занимала полосу батальона.
Во время Орловской наступательной операции «Кутузов» 17 июля 1943 года в бою около деревни Подмаслово Орловской области Виктор Михайлович был второй раз тяжело ранен. В тот день его рота отбила 4 немецкие атаки и уничтожила 3 станковых пулемёта с обслугой. Старший лейтенант Бондаренко В. М. был награждён орденом Красной звезды.
По окончании лечения в декабре 1943 года был направлен командиром 9 роты 3 стрелкового батальона 338 стрелкового полка 96 стрелковой дивизии 53 стрелкового корпуса, входившего с 01.12.1943 в состав 11А, с 01.01.1944 в 63А, а с 01.02.1944 — в 48А 1-го Белорусского фронта.
2 февраля 1944 года в бою около села Полесье, в 70 км южнее Бобруйска, при подготовке плацдарма советских войск к Рогачёвско-Жлобинской наступательной операции, был ранен в третий раз, легко.
Был представлен к награждению орденом Отечественной войны II степени, однако в связи с ранением и нахождением в госпитале орден ему не был вручён, он получил его только после войны в 1975 году.
Находясь на лечении в Эвакогоспитале 2396 в г. Клинцы Брянской области, Виктор Михайлович познакомился со своей будущей супругой — младшим лейтенантом медицинской службы Зубаревой Надеждой Алексеевной, прошедшей войну с июля 1941 по май 1945 года в составе полевых Эвакогоспиталей № 2396 Западного фронта и № 5533 1-го и 2-го Белорусских фронтов.
После излечения, Виктор Михайлович был направлен слушателем Курсов усовершенствования командного состава 1-го Белорусского фронта, а с октября 1944 года по июнь 1945 года — командиром роты Курсов младших лейтенантов 70А, где занимался подготовкой офицеров для фронта. В сентябре 1944 года ему было присвоено звание «капитан».
В конце марта 1945 года руководимая им рота по приказу Военного Совета фронта осуществила прочёсывание (зачистку) немецкой территории в месте дислокации Курсов. За выполнение боевого задания командир был вновь представлен к награждению орденом Отечественной войны II степени, хотя по статусу этого ордена дважды одной и той же степени он не вручается. Таким образом, Бондаренко В. М. возможно, единственный участник ВОВ, дважды награждённый этим орденом за боевые операции.
С июля 1945 года по апрель 1946 года командовал ротой 27 Отдельного полка резерва офицерского состава Советских оккупационных войск в Германии, в задачи которого входил отбор офицеров для продолжения службы в Советской армии или, наоборот, демобилизации, а также патрулирование освобождённых немецких территорий.
Ему нравилась военная служба, но, думая о будущем семьи, он решил завершить получение высшего образования в Харьковском институте, где оставалось учиться меньше года. И это несмотря на то, что по аттестации в начале 1946 года он был рекомендован к назначению на должность командира стрелкового батальона.

### Ранения
Трижды ранен в боях Великой Отечественной войны: два тяжёлых ранения в 1943 году — в Орловской оборонительной и Орловской наступательной операциях, одно лёгкое ранение в 1944 году под Бобруйском.

### Работа в системе военной торговли
Демобилизовавшись, летом 1947 года с отличием закончил Харьковский институт советской торговли. На «гражданке» Виктор Михайлович успешно руководил рядом Торговых отделов городских исполнительных комитетов в Киевской (г. Васильков) и Черкасской (г. Черкассы) областях Украинской ССР.
Молодой, энергичный, с боевым опытом, профессионал торговли был замечен кадровиками Министерства обороны — в 1950 году ему поступило предложение вернуться в кадры Советской армии.
Предстояло решать глобальные задачи создания системы военной торговли мирного времени, так как многие воинские части вернулись в места постоянной дислокации на территории СССР в полуразрушенные гарнизоны; другие части, наоборот, стали размещаться на постоянной основе на территории стран Варшавского Договора, противостоявшего блоку НАТО, подчас в неподготовленных объектах; началось активное перевооружение армии и флота — создавались Ракетные войска стратегического назначения, подводный атомный флот, стратегическая дальняя авиация.
Без современной системы военной торговли обеспечить военнослужащих и их семьи всем необходимым для повседневной жизни и несения службы было просто невозможно.
Бондаренко В. М. стал одним из организаторов и руководителей системы военной торговли СССР мирного времени.
Он был вновь призван в Армию 26 января 1951 года и направлен начальником отдела торгово-бытовых предприятий 1-й гвардейской механизированной Армии, дислоцировавшейся в Восточной Германии.
Приказом от 23 апреля 1951 года Виктор Михайлович был переведён на должность начальника отдела торговли Советской контрольной миссии в Германии, где служил до 30 октября 1957 года, последовательно занимая должности начальника отдела, заместителя и начальника Управления торговли Группы советских войск в Германии (в то время — «генеральскую» должность).
В феврале 1953 года ему было присвоено звание «майор», в марте 1957 года — «подполковник».
В октябре 1957 года был переведён на должность начальника Управления торговли Киевского военного округа.
Во время службы в Киевском военном округе в 1958—1959 гг. избирался депутатом Киевского городского Совета народных депутатов.
В октябре 1959 года Виктор Михайлович был назначен начальником Управления торговли Московского округа ПВО.
Приказом Министра обороны СССР от 4 ноября 1962 года ему было присвоено звание «полковник».
С 14 ноября 1963 года вплоть до увольнения 22 марта 1982 года из рядов Вооружённых сил по достижении предельного возраста нахождения на службе он являлся заместителем начальника Главного управления торговли Министерства обороны СССР (ГУТ МО СССР), непосредственно курировавшим систему военной торговли.
Постановлением Совета Министров СССР № 297 от 20 мая 1971 года ему было присвоено звание «генерал-майор интендантской службы».
Внёс решающий вклад в расцвет в 70-80-е годы XX века системы военной торговли, когда она стала фактически «военным министерством торговли», заняв 3-е место среди Министерств торговли Республик Союза ССР по товарообороту (после РСФСР и УССР), обеспечивая торгово-бытовое обслуживание частей и соединений Армии и Флота как на территории СССР, так и стран Варшавского Договора (ГДР, Чехословакия, Польша, Венгрия), на Кубе, в Монголии, в других иностранных государствах, а также частей иных силовых структур СССР (КГБ, Пограничных войск, МВД и др.).
Численность сотрудников системы военной торговли (офицеров и гражданского персонала) в этот период превышала 200 тысяч человек.
Руководству ГУТ МО СССР удавалось решать казавшиеся подчас нереальными к выполнению задачи торгово-бытового обслуживания далёких гарнизонов, находившихся, в том числе, в «горячих» точках. Так было в Чехословакии в 1968 году (где он лично руководил торгово-бытовым обслуживанием контингента советских войск), в Афганистане в 1979—1989 гг. и других регионах.
Генерал Бондаренко В. М., прошедший Великую Отечественную на переднем крае, хорошо понимал нужды солдат и офицеров в боевой обстановке. В частности, по его инициативе удалось запустить в производство новое поколение «командирских» часов, очень востребованных в войсковых частях, особенно, на учениях в ночное время.
Во всех военных округах были построены современные торгово-закупочные базы — основа сети военной торговли. Появились профильные магазины — товаров военного спроса, книжные, продуктовые. В Москве в 1968 году был открыт «Дом военной книги». Открывались специализированные ателье пошива одежды, предприятия по производству обуви и одежды (гражданской и военной). В Москве был открыт головной «Дом военной одежды» на базе Центрального экспериментального производственного комбината пошива одежды ГУТ МО СССР. Создавались новые солдатские и офицерские столовые и кафе. Для торгового обеспечения удалённых гарнизонов и военных учений расширялась сеть выездной торговли на автолавках. На боевых кораблях открывались ларьки с ассортиментом товаров для дальних походов.
С начала 70-х годов на базе Управлений торговли различных военных округов стали проводиться ежегодные межокружные ярмарки, которые обеспечивали обмен опытом для работников военторгов, а также помогали командирам частей лучше понимать ассортимент товаров и возможности военной торговли.
Преобразился Центральный военный универмаг на проспекте Калинина (ныне — ул. Воздвиженка) в Москве, который Виктор Бондаренко курировал лично.
О системе военной торговли того времени он подробно рассказал в октябре 1981 года в выступлении по Всесоюзному радио в программе «Служу Советскому Союзу» («Час молодого воина»).
В периодических изданиях — газете Министерства торговли СССР «Советская торговля» (1972) и журнале Министерства обороны СССР «Тыл и снабжение Советских Вооруженных сил» (1981) — Виктор Михайлович подробно рассматривал проблемы развития системы военной торговли и пути их решения во взаимодействии Министерств торговли СССР и Республик с окружными военторгами ГУТ МО СССР.

### В отставке
В 1982—1985 гг. Виктор Михайлович работал заместителем генерального директора Всесоюзного объединения «Союзплодоимпорт» — владельца от имени СССР и поставщика на экспорт знаменитых водочных брендов «Столичная», «Московская», «Русская» и др. (всего — более 140 товарных знаков), а также импортёра овощной и плодовой продукции из зарубежных стран, в первую очередь, стран СЭВ (Совета экономической взаимопомощи).
Скончался от инсульта 1 января 2002 года в Москве. Похоронен на Троекуровском кладбище.

## Семья
- Отец — Михаил Пантелеевич Бондаренко;
- Мать — Ольга Петровна Бондаренко (дев. Гребенюк);
- Жена — Надежда Алексеевна Бондаренко (дев. Зубарева; род. 2 октября 1921 года, Стародуб, Брянская область — ум. 30 октября 2004 года, Москва, похоронена на Троекуровском кладбище). Фармацевт, На фронте с июля 1941 года по сентябрь 1945 (до капитуляции Японии) в составе эвакогоспиталей № 2396 и № 5533 (Западный фронт, 1-й и 2-й Белорусский фронты). Младший лейтенант медицинской службы. По окончании войны работала по профессии фармацевта. Награды: орден Отечественной войны II степени, медаль «За боевые заслуги», медаль «За взятие Берлина», медаль «За освобождение Варшавы», медаль «За Победу над Германией в Великой Отечественной войне 1941—1945»;
- Дочь — Галина Викторовна Бондаренко (род. 12 февраля 1948 года) — заслуженный работник высшей школы РФ, кандидат филологических наук, доцент, автор трудов по структурной и прикладной лингвистике, военной литературе и истории литературы;
- Сын — Виктор Викторович Бондаренко (род. 26 ноября 1954 года) — полковник Военно-космических сил в отставке, автор трудов по военно-технической и военно-исторической тематике, имеет государственные награды.

## Награды
- Орден Красной Звезды (1943)[4]
- Орден Красной Звезды (1968)
- Орден Отечественной войны II степени (1944, вручён в 1975)[5]
- Орден Отечественной войны II степени (1945)[6]
- Орден «За службу Родине в Вооружённых силах СССР» III степени (1975)
- Орден Отечественной войны I степени (1985)

Медали СССР, в том числе:
- Медаль «За отвагу» (1943)[7]
- Медаль «За освобождение Варшавы» (1945)
- Медаль «За боевые заслуги» (1956)
- Медаль «За Победу над Германией в Великой Отечественной войне 1941—1945 гг.» (1945)
- Медаль «За отличие в охране государственной границы СССР» (1976)
- Медаль «За безупречную службу в Вооружённых Силах СССР» II степени (1962)
- Медаль «За безупречную службу в Вооружённых Силах СССР» I степени (1967)
- Медаль  «Ветеран Вооружённых Сил СССР» (1972)
- Медаль «За воинскую доблесть. В ознаменование 100-летия со дня рождения Владимира Ильича Ленина» (1970)
- Медаль «30 лет Советской Армии и Флота» (1948)
- Медаль «40 лет Вооружённых Сил СССР» (1958)
- Медаль «50 лет Вооружённых Сил СССР» (1967)
- Медаль «60 лет Вооружённых Сил СССР» (1978)
- Медаль «70 лет Вооружённых Сил СССР» (1988)
- Медаль «20 лет Победы в Великой Отечественной войне 1941—1945 гг.» (1965)
- Нагрудный знак «25 лет победы в Великой Отечественной войне» (1970)
- Медаль «30 лет Победы в Великой Отечественной войне 1941—1945 гг.» (1975)
- Медаль «40 лет Победы в Великой Отечественной войне 1941—1945 гг.» (1985)
- Медаль «50 лет Победы в Великой Отечественной войне 1941—1945 гг.» (1995)

Медали иностранных государств, в том числе:
Чехословакии:
- «За укрепление дружбы по оружию»
- «30 лет освобождения Чехословакии Советской армией»

Болгарии:
- «30 лет Болгарской народной армии»

Монголии:
- «30 лет Халхин-Гольской Победы»
- «30 лет Победы над милитаристской Японией 1945—1975»

Польши:
- «Победы и свободы».